# Thelma Houston
Pour les articles homonymes, voir Houston (homonymie).
Thelma Houston (née Thelma Jackson) est une chanteuse soul née le 7 mai 1946 à Leland (Mississippi). Elle est connue internationalement pour son grand succès Don't Leave Me This Way (1977) qui lui a permis de gagner un Grammy.

## Biographie

### Débuts
Thelma Houston a fait partie d'un groupe de gospel, The Art Reynolds Singers. Ils ont sorti Glory, glory hallelujah, un 45 tours chez Capitol avec Houston comme voix principale en 1966. Puis elle a sorti deux 45 tours à son nom, toujours chez Capitol : Baby mine/Woman behind her man (1966) et Don't cry, my soldier boy/Let's try to make it (just once more) (1967).
Après Capitol, Thelma Houston passe chez Dunhill qui édite son premier album en 1969, Sunshower. Sur cet album réalisé par Jimmy Webb, elle reprend Jumpin' Jack Flash. Une autre surprise de cet album est aussi Cheap lovin'  où elle s'affirme comme la grande héritière des chanteuses de blues. Trois 45 tours sont issus de cet album en 1969 : Everybody gets to the moon (un 45 tours aux deux faces identiques sorti pour la promotion, pour fêter Apollo XI), Sunshower/If this was the last song et Jumpin' Jack flash/This is your life. Les chansons sont disponibles sur l'album. Suivent deux autres 45 tours chez Dunhill en 1970 : Save the country/I just can't stay away et Good earth/Ride, Louie, ride (Change in Louise) réalisé par Mark Gordon, l'homme qui l'avait découverte, par ailleurs imprésario du groupe Fifth Dimension.

### L'époque MoWest
En 1971, elle signe pour la Motown, où elle restera jusqu'en 1979 avec sensiblement les mêmes réalisateurs artistiques, qu'elle partage avec les autres chanteurs de la maison, mais qui sauront mettre en valeur son timbre particulier et feront d'elle la seule chanteuse de la maison à pouvoir rivaliser avec Diana Ross.
Son premier 45 tours sort chez MoWest en novembre 1971. Il s'agit de I want to go back there again écrit par Berry Gordy avec Chris Clark et réalisé par Hal Davis. Chris Clark, futur co-scénariste du film Lady sings the blues, l'avait déjà chantée en 1967 pour son album Soul sounds (le simple était paru chez VIP, label subsidiaire de la Motown). Charlene rechantera cette chanson en 1983. La face 2 du 45 tours de Thelma Houston est Pick of the week. Enfin, les exemplaires promotionnels sont des vinyles bleus. En Angleterre le 45 tours sort en janvier 1972. Par la suite I want to go back there again est inclus par la suite sur la compilation Motown Disc-O-Tech no 4 d'octobre 1976.
En mars 1972 sort Me and Bobby McGee (reprise de Janis Joplin) avec en face 2 No one's gonna be a fool forever, deux réalisations de Mel Larson et Jerry Marcellino. Les 45 tours promotionnels sont sur vinyle rouge. L'album sorti en juillet 1972 chez MoWest s'appelle simplement Thelma Houston. Il contient dix titres dont Me & Bobby McGee mais pas les trois autres titres connus. Me & Bobby McGee sert de face 2 au 45 tours suivant, l'inédit Piano man réalisé par Michael Masser. En août 1972, un autre 45 tours devait sortir avec What if et There is a God, deux chansons incluses sur l'album, mais il n'est finalement pas lancé.
En février 1973 If it's the last thing I do sort en 45 tours. Il n'est pas sur l'album contrairement à sa face 2 And I never did. Par contre If it's the last thing I do se retrouvera sur l'album de 1976 de Thelma Houston. En mars 1973 le dernier 45 tours de MoWest sort avec en face 1 Piano man et en face 2 l'inédit I'm just a part of yesterday. Ce 45 tours sort aussi en septembre sur le label Motown puisque MoWest a arrêté ses activités.
En juillet 1973 sort le 45 promotionnel No one's gonna be a fool forever avec en face 2 Together. Un autre projet est de sortir ce 45 tours avec en face 1 Do you know where you're going to. Il n'est pas sorti en pressage commercial apparemment parce que les trois chansons ont été reprises plus tard par Diana Ross. Néanmoins No one's gonna be a fool forever, réalisation de Mel Larson et Jerry Marcellino n'est guère plus convaincante que la version de Diana Ross de 1973. En octobre 1974 sort le 45 tours You've been doing me wrong for so long avec Pick of the week en face 2. You've been doing wrong for so long, réalisé par Clayton Ivey et Terry Woodford est classé no 64 R&B et est même candidat à un Grammy.
Cette période un peu compliquée de la discographie de Thelma Houston a son pendant en Angleterre quand sort l'album Thelma Houston. Mais il ne s'agit pas exactement du même que celui des États-Unis puisqu'une chanson est omise (There's a God) et que cinq autres sont rajoutées (No one's gonna be a fool forever, I ain't going nowhere, Nothing left to give, Stealing in the name of the Lord, réalisé par Hal Davis et It ain't easy to lose) ce qui donne un total de 14 chansons. En octobre 2012, l’album est réédité en cd sous le nom The MoWest album et il contient 19 titres.
Deux reprises de cette époque, Reach out, I'll be there (1974) et I wanna be where you are(1975) - coécrite par T-Boy Ross, le frère de Diana Ross - sortiront en 1983, en tant qu'inédits « proto-disco » sur la compilation Motown superstars sing Motown superstars.
En février 1975 elle fait une infidélité à la Motown, quand elle enregistre I've got the music in me avec Pressure Cooker. Ce disque néanmoins anecdotique contient deux versions de la chanson-titre.
Cette première période se termine avec deux simples. Le premier est une participation sur The bingo long song (steal on home) un 45 tours de William Goldstein édité en mars 1976 (incluse sur la compilation Motown show tunes en mars 1978). Le suivant, en octobre 1976, est One out of every six, une chanson extraite du film Norman... is that you ?. Ce dernier titre, quoique « censored » comme il l'est écrit sur la pochette, fait référence à l'homosexualité qui est le thème central de cette comédie pouvant être incluse par ailleurs au groupe des films de « blaxploitation[Quoi ?] ». Le 45 tours promotionnel contient la chanson en version « censurée » en face 1 et en version « non censurée » en face 2. Le 45 tours commercial propose la version « censurée » avec Pick of the week en face 2.
Par ailleurs, elle chante I need you right now pour Jr Walker (sur l'album Hot shot sorti en janvier 1976). On retrouve aussi ce titre sur l'album Smooth du saxophoniste, sorti en mai 1978. La chanson sort finalement sur un 45 tours anglais en septembre 1978 en face 2 de Walk in the night de Walker.

### Don't Leave Me This Wayet l'époque disco
Après tous ces titres sortis ici et là, elle entamera une autre époque de sa carrière, plus fructueuse en succès à grande échelle. Le 28 octobre 1976, la Motown lance Any way you like it qui contient son succès no 1 R&B, disco et pop (en avril 1977) aux États-Unis et no 13 en Angleterre, Don't Leave Me This Way. Cette chanson, originellement écrite à Philadelphie pour Harold Melvin & the Blue Notes en 1975, est l'archétype du rhythm and blues à la sauce années 70, revisité par le sens commercial de la Motown. Rythmée, orchestrée et chantée, cette version fera date et ce sera elle qui sera reprise par la suite, occultant la version plus soul de Harold Melvin. Elle est réalisée, comme Love Hangover de Diana Ross, par Hal Davis, qui peut ainsi s'enorgueillir de la paternité des deux méga-succès disco de la Motown. Elle est aussi disponible dans un des premiers maxi-12" de la Motown (le deuxième) avec en face 2 Fancy Dancer des Commodores. Grâce à cette reprise Houston recevra d'ailleurs le Grammy de la meilleure chanteuse R&B début 1977 et l'album se classe no 5 R&B et no 11 pop en décembre. Pour le reste de l'album, l'écurie Motown est mobilisée depuis Stevie Wonder à Jermaine Jackson, avec en prime la chanson-titre coécrite par Thelma Houston, Any way you like it (sortie en simple en 1977 avec une face 2 inédite aux harmonies gospel, If you won't let me walk on the water). Elle y reprend aussi If it's the last thing I do entre le slow Sharing something perfect beetween ourselves et Differently. Cet album est complété par la face B de Don't leave me this way, Today will be soon yesterday.
Dès lors, Don't leave me this way, fait elle partie du fonds de roulement du label et se trouve sur la majorité de ses compilations générales (et ce dès le Motown special disco album de 1977). On la retrouve aussi en version 7” sur la BO de Looking for Mr. Goodbar. En 1983 elle sert de face 2 au 12” single français de Love hangover de Diana Ross dans la série Motown all time favourites et peu après, connaît une nouvelle réédition (avec I'm here again en face 2) quand Jimmy Somerville la reprend.
Cet album sera suivi par The devil in me en octobre 1977 (no 64). Le simple en est I'm here again (no 21 R&B). I can't go on living without your love, aux percussions rehaussées de violons enveloppants et de chœurs en contrepoint, est aussi disponible début 1978 en 45 tours avec Anyway you like it en face 2, ainsi qu'en maxi 45 tours dans sa version lp avec en face 2 Your love is so good for me de Ross, selon la technique de la Motown qui était de réunir deux artistes sur le simple pour discothèques. L'absence de Hal Davis à la production explique aussi partiellement cet échec. Peu après Pathé-Marconi sort une compilation de 12 titres reprenant les versions courtes de Don't leave me this way et de I'm here again, accompagnées d’extraits du premier album et de quelques-uns des chansons enregistrées isolément (1978).
Suivront deux albums en duo avec Jerry Butler, Thelma & Jerry (juin 1977, no 20 R&B et no 53 pop) et Two to one (le dernier album de Butler pour la Motown, sorti en juillet 1978). Le premier est surtout une production de Jerry Butler où sont repris du Chicago, des Bee Gees et du Stevie Wonder. Le dernier titre est réalisé par Hal Davis et Michael Sutton, réalisateurs artistiques habituels de Thelma Houston. Le simple It's a lifetime thing (no 84 R&B) propose aux États-Unis une face 2 inédite, Kiss me now, chanson qui avait été chantée en 1976 par Ross. Kiss me now ne sera pas non plus sur le 45 tours britannique sorti en juillet en 1977, qui aura en face 2 Only in the beginning. Le second album prolonge le précédent mais contient moins de véritables duos que de titres chantés par l'un ou l'autre. Les deux disques ont en fait été conçus en même temps (la pochette du second est même une variation de celle du premier), mais comme souvent la Motown hésitait sur le choix des titres à retenir : on y trouve cependant le très beau titre I'm not strong enough (to love you again) (chantée en 1975 par Aretha Franklin) et deux productions Van McCoy.
Suit en octobre 1978 Ready to roll (no 74 R&B), entièrement réalisé ou coréalisé par Hal Davis. Cet album contient Love is comin' on, réalisé par Hal Davis et Greg Wright, ainsi qu'un simple, Saturday night, sunday morning qui se classera, lui no 19 R&B, no 33 disco et no 34 pop en avril 1979. La face 2 de ce simple est la ballade I'm not strong enough (to love you again), disponible sur l'album de 1978 avec Jerry Butler, mais ce n'est pas un duo. Cette même année, Thelma Houston participe au film Dieu merci, c'est vendredi (Thank God it's Friday) et offre deux versions de sa chanson disco motownienne Love masterpiece (une sur la BO du film et la version intégrale sur le 45 tours). La face 2 du simple est If you won't let me walk on the water, ressorti pour l'occasion. Le film Dieu merci, c'est vendredi (mai 1978) est un projet commun aux maisons Motown et Casablanca, sur la lancée de La Fièvre du samedi soir. Ce film disco qui devait être à l'origine un moyen de promouvoir les Commodores qui y jouent, en devient finalement un pour Donna Summer, dont c'est le premier rôle, et lui permet surtout de généraliser son succès hors des discothèques gays. Avec Last dance elle obtient un hit et un oscar et aide l'album à se classer no 10 ; resté 27 semaines dans les charts, il est aussi devenu disque de platine. La B.O. du film propose deux LP et un maxi à une face, ainsi que dix 12” promotionnels à une seule face aussi, mettant l'accent sur les produits de Casablanca. Pour les deux chanteuses, la Motown dépêche encore une fois Hal Davis, qui répète une formule connue. Love masterpiece emprunte ainsi des éléments à Don't leave me this way mais aussi à This is why I believe in you des Supremes.
En mai 1979 elle sort Ride to the rainbow. On a alors une version longue d’un hit de l’année précédente (Saturday night, Sunday morning sortie en 12” avec la version senza voce en face 2 et rééditée en version courte de 1978 sur le 7”), deux reprises de collègues du label (Love machine des Miracles dans une version dépassant les 7 minutes et Just a little piece of you, slow de S. Wonder coécrit avec Syreeta pour l'album de cette dernière en 1974) ainsi que quelques autres titres.

### Des années 1980 aux années 2000
Après expiration de son contrat à la Motown, Thelma Houston signe chez RCA et son premier album, Breakwater cat, sort en 1980, sous la houlette de Jimmy Webb en producteur (mais pas réalisateur artistique). L'album suivant, en 1981, Never gonna be another one contient le simple merveilleusement rythmé If you feel it rallongé pour le 12" (no 6 dance et no 35 R&B en mai 1981) et la reprise de Don't make me over. Un autre simple, 96 Tears repris de ? and the Mysterians suit. If you feel it se classe no 48 en Angleterre.
Fin 1982 des chansons inédites paraissent à la Motown sous la forme de l'album Reachin' all around. Sur ce disque on trouve une version de Stormy Wheather couplée avec I can't stand the rain.
En 1983, elle passe chez MCA avec Thelma Houston, disque de variétés, suivi de Qualifying heat, réalisé par le groupe The Time et les requins de studio ayant relancé la carrière des Pointer Sisters, tandis qu'elle est pour la première fois producteur. Les simples sont I guess it must be love, I’d rather spend the bad times with you, Fantasy & heartbreak, et You used to hold me so tight disponibles dans de nombreux remixes. On y trouve aussi Shake you, écrit, réalisé et arrangé par Glen Ballard et Cliff Magness et What a woman feels inside. Le simple You used to hold me so tight se classe no 7 dance fin 1984 et no 13 R&B début 1985 puis no 49 en Angleterre.
Elle chante en 1985 Keep it light pour le film Into the night. Puis, pour un autre film, The Glenn Miller story, elle reprend Moonlight serenade dans une version vocale. Cette même année 1985, elle avait chanté en duo avec Dennis Edwards le slow Why do people fall in love sur l'album de ce dernier sorti en juin.
En 1989, elle coécrit Be yourself pour Patti LaBelle et assure une partie des chœurs. En 1989 elle reprend aussi Lean on me avec les Winans, une réalisation de Richard Perry disponible sur la B.O. du film du même nom. La chanson est remixée pour le 12” et sur le 7” on trouve la version de l'album et un remix court.
Mais son grand retour se fait en 1990 avec Throw you down, un LP réalisé par Richard Perry et ses acolytes. Cet album est accompagné d'un simple de remixes longs des deux chansons, Throw you down et What he has.
En 1993, elle sort un simple en duo avec Mathou, Keep the candle burning. Sur le même maxi on trouve une version en duo de Don’t leave me this way dite « Unplugged version ». En 1994 elle se fait réaliser un disque en Italie et rechante Don't leave me this way, disponible dans une version R&B et une version dance courte sur l'album Thelma Houston puis en une vingtaine de remixes supplémentaires sortis en 1995, dont certains sont de Junior Vasquez. Elle reclasse Don't leave me this way dans les discothèques début 1995 (no 19 dance) avec l'aide de ces nombreux remixes qui sont comme d'habitude disséminés sur de nombreux supports : cinq 12” et deux cd simples, sans parler des deux versions de l'album. Sur cet album elle reprend aussi Saturday night sunday morning. Les autres chansons du LP sont des titres italiens traduits en anglais.
Elle sort en 1996 deux 12” chez Azuli, I need somebody tonight, suivi de All of that (lui-même dans deux maxis différents). En 1997, enfin, elle apparaît dans le film néo-disco Studio 54. En avril de cette même année est lancé Tore down house, album de jazz-rock du guitariste Scott Henderson auquel elle participe.
Durant l'été 2002 une nouvelle version de Don’t leave me this way sort en Allemagne. Il s’agit d’un duo avec les Soultans réalisé par ceux qui avaient lancé Haddaway en 1994. Never get enough, l’autre chanson du maxi (à laquelle participe aussi Houston) ressemble d’ailleurs à du Haddaway. Cette chanson est un pastiche à plusieurs niveaux puisque l’on y entend la phrase « Give me sexual healing », ce qui fait immanquablement penser au hit de Marvin Gaye de 1982.
En 2007, elle sort A woman’s touch, un disque de reprises de chansons originellement chantées par des hommes. En 2009 elle rechante Don't leave me this way sous la houlette de Riff and Rays.
En 2020, elle apparaît sur le titre Bobby, don't you think they know? sur l'album I am not a dog on a chain du chanteur anglais Morrissey.

## Discographie
Albums
- 1969 : Sunshower (Dunhill)
- 1973 : Thelma houston (MoWest)
- 1975 : I've got the music in me (Sheffield Lab & Motown)
- 1976 : Any way you like it (Motown)
- 1977 : Thelma & Jerry (Motown)
- 1978 : Ready to roll (Motown)
- 1978 : The devil in me (Gordy)
- 1978 : Two to one (Motown)
- 1979 : Ride to the rainbow (Motown)
- 1980 : Breakwater cat (RCA)
- 1981 : Never gonna be another one (RCA)
- 1982 : Reachin' all around (MCA)
- 1983 :  Thelma Houston (MCA)
- 1984 : Qualifyin heat (MCA)
- 1990 : Throw you down (Reprise)
- 1997 : Scott Henderson et Thelma Houston - Tore down house
- 2007 : A woman's touch

## Récompenses
- Grammy Awards de la meilleure voix féminine de R&B en 1977, pour Don't Leave Me This Way qui sera repris en 1986 par le groupe écossais The Communards.